# Лутрополис-Термис
Лутрополис-Термис (греч. Λουτρόπολις Θερμής от λουτρόπολη — курорт) — деревня в Греции на острове Лесбос. Расположена на высоте 69 м над уровнем моря, близ восточного побережья, в 12 км к северу от Митилини. Относится к общине Митилини в периферии Северные Эгейские острова. Население 900 человек по переписи 2011 года.

## История
В XIV—XIII вв. до н. э. здесь находился центр почитания Геры. Также был обнаружен древний город Ферми (Терми, лат. Thermi) эпохи энеолита и ранней бронзы, который был заселён в начале 3-го тысячелетия до н. э. и уничтожен пожаром около 1200 года до н. э.
До 24 мая 1954 года деревня называлась Терми (Θερμή), затем была переименована в Лутрополис-Термис.

## Сообщество Лутрополис-Термис
Сообщество Терми (Κοινότητα Θερμής) создано 28 мая 1918 года (ΦΕΚ 116Α). 26 октября 1965 года (ΦΕΚ 190Α) создана община (дим) Лутрополис-Термис (Δήμος Λουτροπόλεως Θερμής). 7 июля 2010 года (ΦΕΚ 87Α) община была упразднена, а сообщество вошло в общину Лесбос. В 2019 году (ΦΕΚ 43Α) вошло в общину Митилини. В сообщество входит монастырь Святого Рафаила и три населённых пункта. Население 1066 человек по переписи 2011 года. Площадь 17,714 квадратных километров.
| Населённый пункт          | Население (2011), человек |
| ------------------------- | ------------------------- |
| Айос-Еорьос               | 56                        |
| Лутрополис-Термис         | 900                       |
| Монастырь Святого Рафаила | 40                        |
| Паралия-Термис            | 70                        |

## Население
| Год  | Население, человек |
| ---- | ------------------ |
| 1991 | 895                |
| 2001 | 943                |
| 2011 | ↘ 900              |

- Руины Ферми
- Кафоликон монастыря Святого Рафаила
- Деревня Паралия-Термис